# Rauenstein (Saské Švýcarsko)
Rauenstein je stolová hora o nadmořské výšce 304 m v Saském Švýcarsku. Nalézá se na levém břehu řeky Labe asi 1 km západně od městečka Rathen.
Rauenstein je asi 600 metrů dlouhý a 200 metrů široký. Protáhlý masiv sedí na podstavci ve výšce asi 220 metrů nad mořem. Rauenstein je téměř úplně zalesněný, ale na některých místech jsou možné výhledy z pískovcových terasovitých skal do údolí Labe a na protější skalní útvar Bastei. Od roku 1893 je na východní části náhorní plošiny otevřena horská restaurace. Nachází se na území Chráněné krajinné oblasti Saské Švýcarsko.

## Poloha
Na východ od Rauensteinu se nalézá osada Weißig – místní část obce Struppen. Oblast je využívána horolezci, nejznámějším vrcholem je 18 metrů vysoká skalní věž Nonne, která se nachází asi 200 metrů východně od hostince. Skála byla ve středověku využita jako strážní věž.

## Turismus
Přes blízkost známých turistických středisek Wehlen a Rathen byl Rauenstein z důvodu velmi velké členitosti terénu turisticky zpřístupněn poměrně pozdě až v roce 1885, kdy byla z iniciativy Drážďanské sekce Horského spolku pro Českosaské Švýcarsko vybudována 1745 m dlouhá Rauensteingratweg vedoucí přes hřeben skalních věží od západu na východ skalního masivu. Tři větší průrvy bylo možné obejít nebo byly zpřístupněny schody. Největší průrva – Lehmannschlucht, byla pojmenována podle Prof. Dr. Oskara Lehmanna, iniciátora výstavby.
Rok po otevření Rauensteingratweg byl na vrcholové plošině u Lehmannschlucht otevřen malý letní obchod s občerstvením. V roce 1893 byl otevřen doposud existující horský hostinec. Rauensteingratweg byla v roce 1968 rekonstruována. Horský hostinec byl rozsáhle rekonstruován v letech 2006–2007.

## Galerie

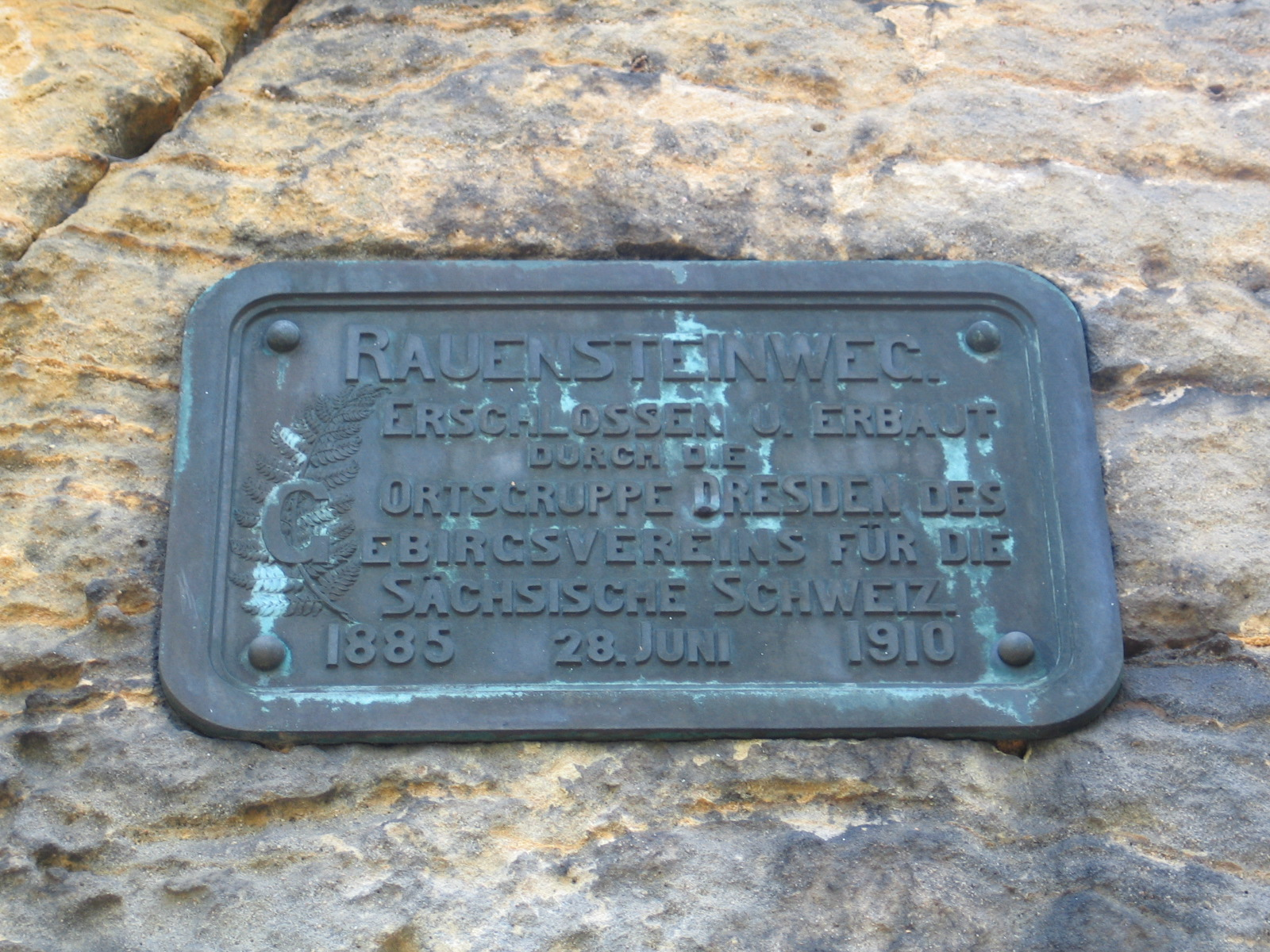
Pamětní deska k otevření cesty Rauensteinweg
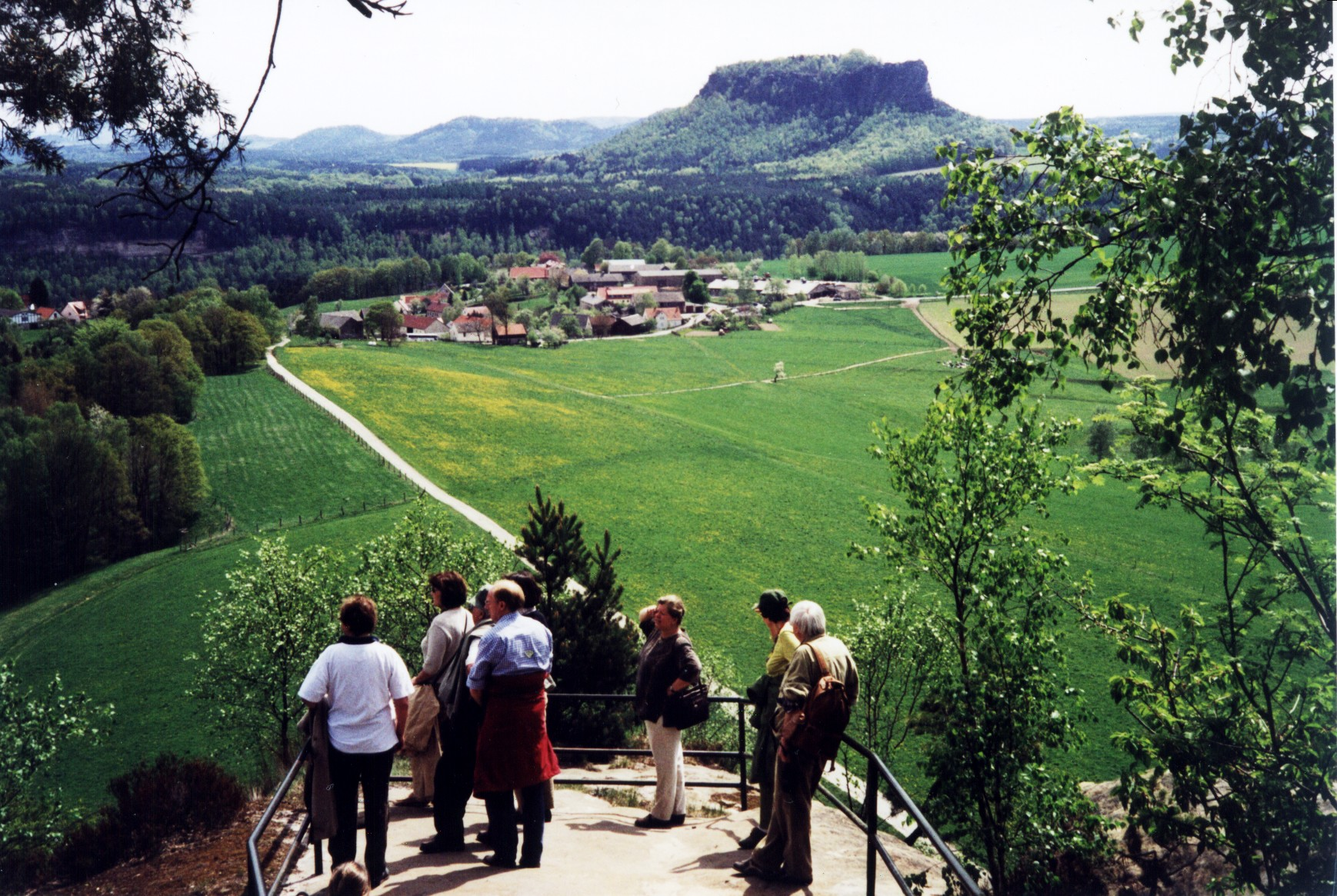
Pohled od hostince směrem na Lilienstein
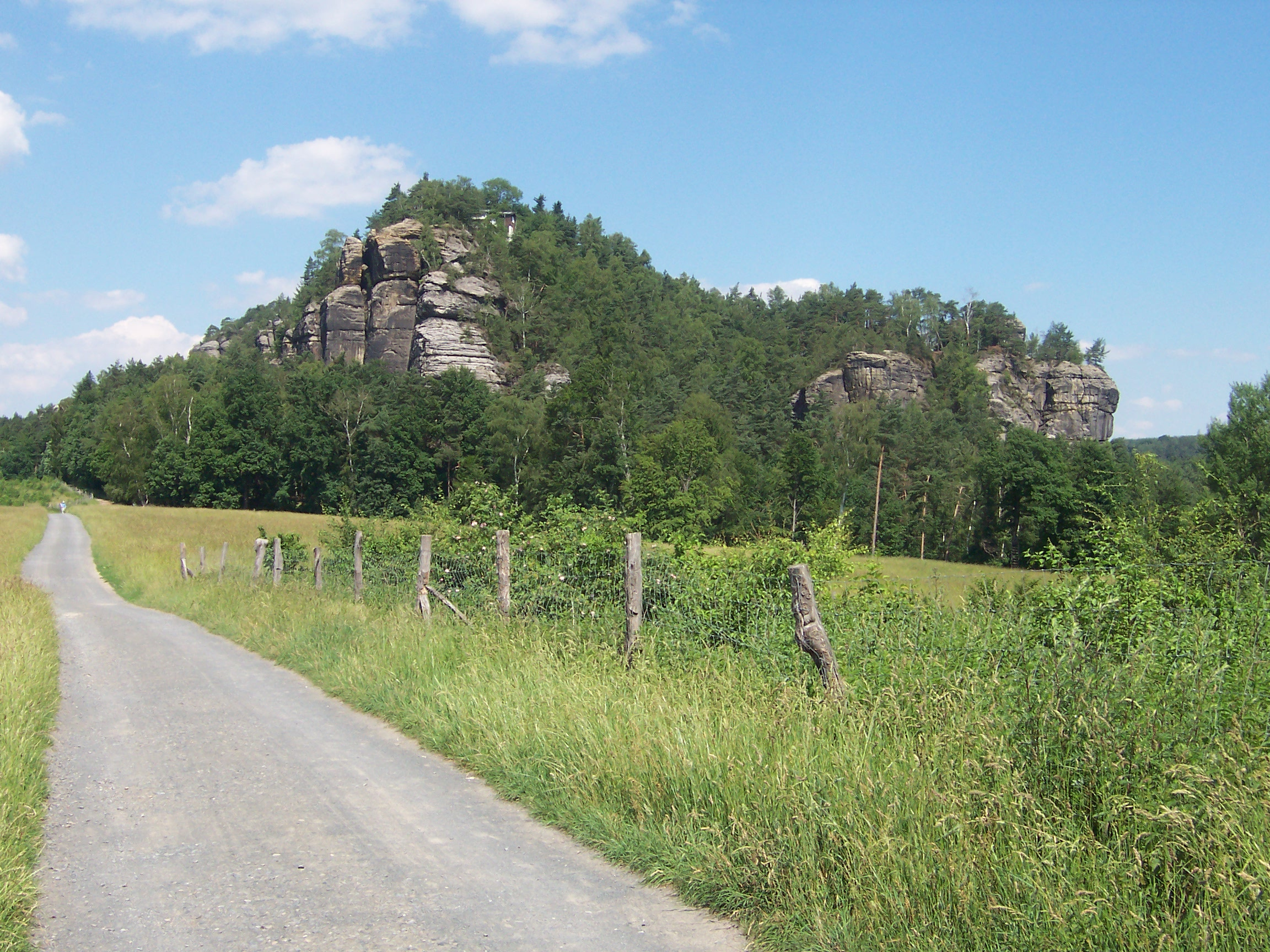
Rauenstein – pohled od obce Weißig
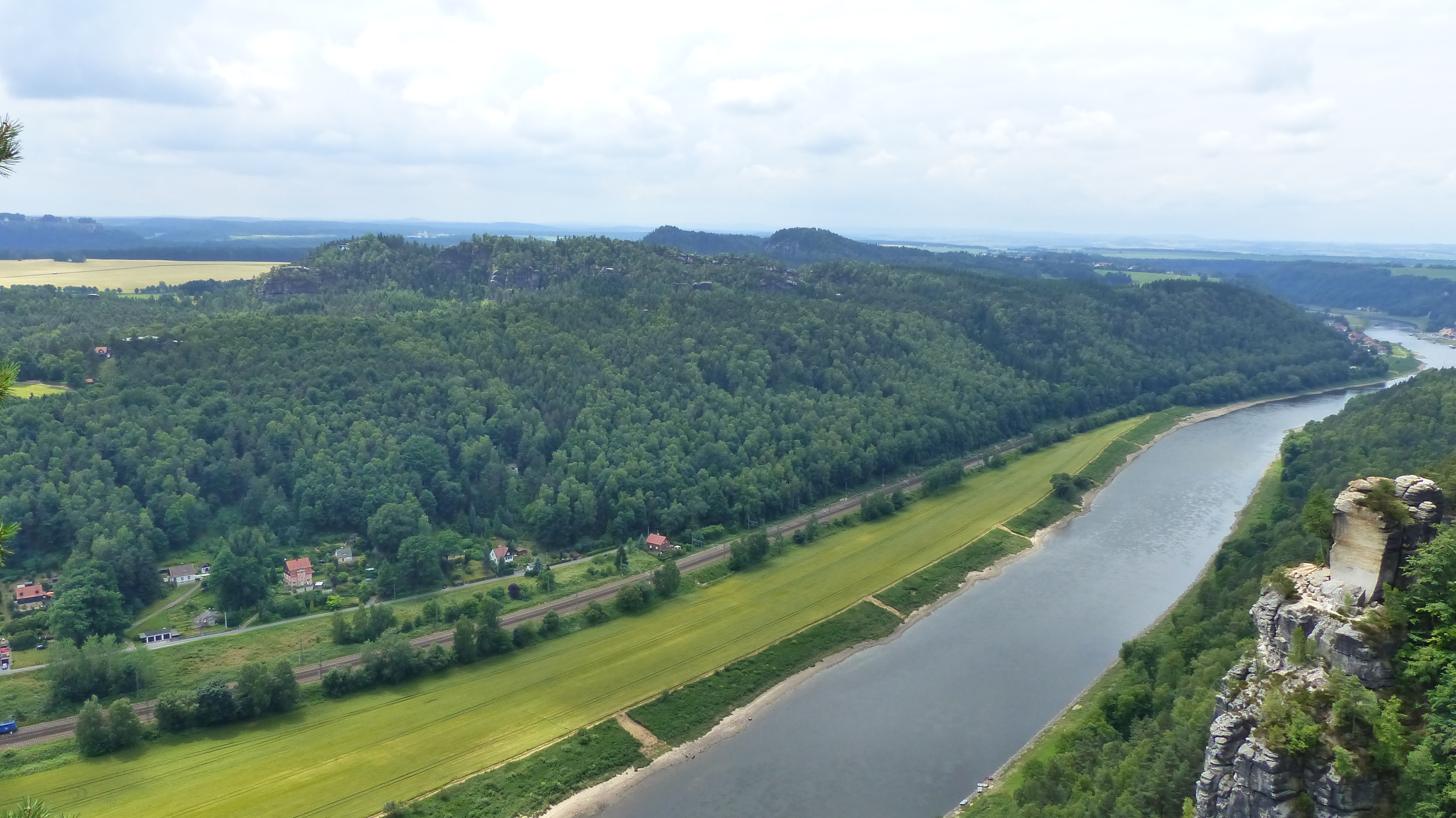
Pohled z Bastei na Rauenstein a řeku Labe
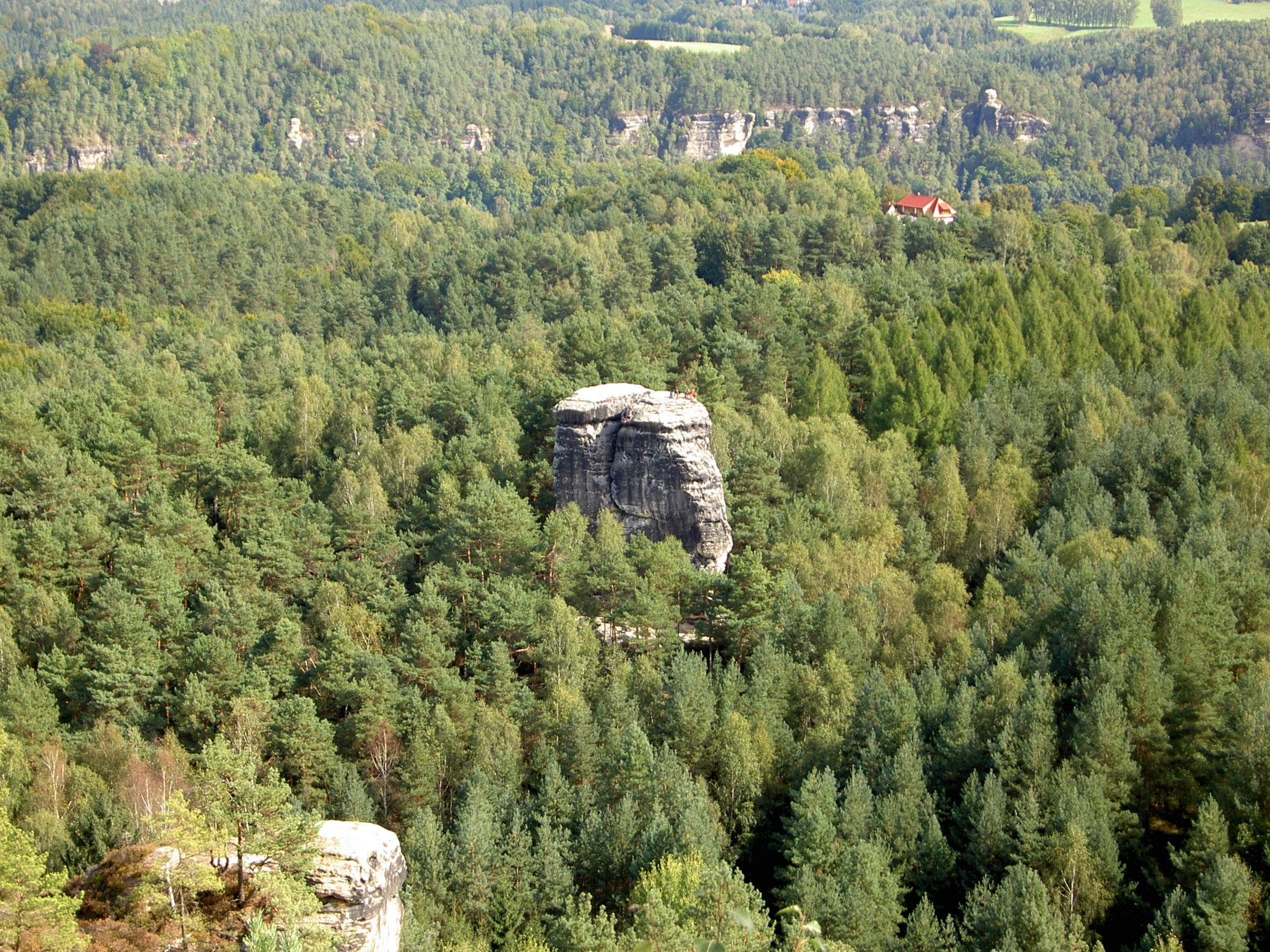
Skalní věž Nonne (Jeptiška) u Rauensteinu